# Романович Андрій Васильович
Андрій Васильович Романо́вич (нар. 6 вересня 1972, с. Колиндяни, Чортківський район, Тернопільська область — український спортсмен і тренер з волейболу (жінки). Головний тренер СК «Балта» та жіночої збірної України U-22.

## Життєпис
Андрій Романо́вич народився 6 вересня 1972 року в селі Колиндянах Чортківського району Тернопільської області,  Україна.
Випускник Тернопільського державного педагогічного інституту (1993 року).

### Тренерська діяльність
З листопада 1992 — помічник тренера жіночої волейбольної «Галичанка» м. Тернопіль. 
Після цього працював помічником тренера в могильовському «Дніпрі». У 1999 році очолив «Атлант» м. Барановичі. У сезоні 1999/2000 виграв з командою золоті медалі чемпіонату Білорусії , а в наступному році завоював срібні нагороди і Кубок країни. 
З вересня 2001  запросили головним тренером в «Галичанка», де він працював з 2001 по 2016 рік. З цією командою Андрій Васильович ставав чемпіоном України, а також володарем кубка України.
З 2005 року — помічник головного тренера жіночої збірної України з волейболу Ігор Філіштинського, з 2007 — головний тренер юніорської жіночої збірної.
В 2012  очолив збірну України. На посаді головного тренера збірної України, вигравав срібні та бронзові медалі в 2015 та 2017 роках відповідно на Всесвітній студентській Універсіаді.
У 2016 році очолив «Хімік» (Южне) м. Южне, де пропрацював два з половиною сезони. За цей час він двічі виграв чемпіонат України, став дворазовим володарем кубка України і триразовим володарем Суперкубка України. У грудні розірвав з клубом контракт.
Із серпня 2019 р. головний тренер СК «Прометей» м. Кам'янське. На початку жовтня 2020 подав у відставку з посади після того, як команда не потрапила до Ліги Чемпіонів. Очолив Академію «Прометея».
Сезон 2023/2024 очолив СК "Балта" 
.

## Досягнення

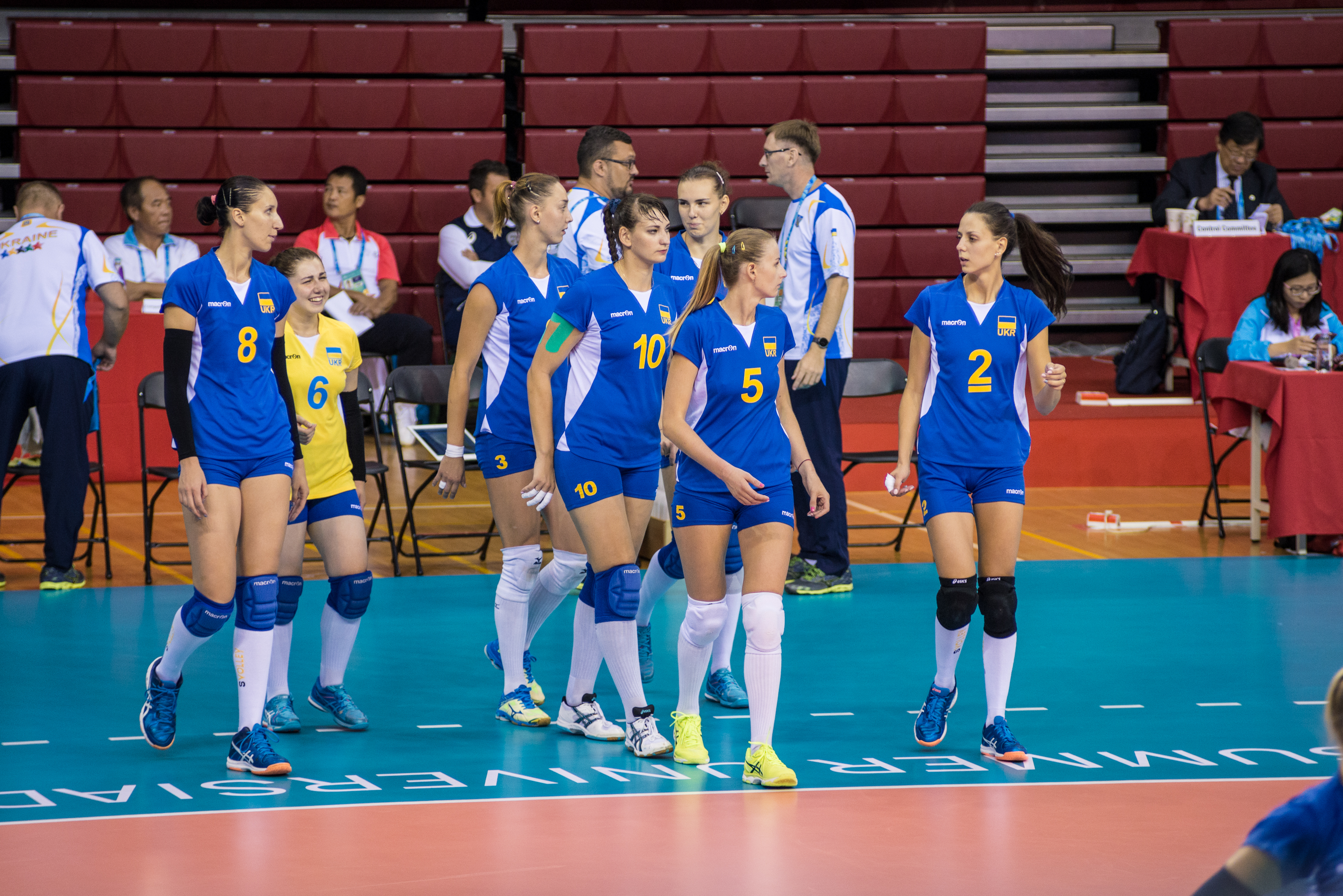
Студентська збірна України — бронзовий призер Універсіади-2017.

### З клубами
Чемпіонат Білорусі 
- Чемпіон Білорусі (1): 1999/2000.
- Срібний призер Білорусі (1):  2000/2001.

Чемпіонат України
- Чемпіон України (6): 2009/2010, 2016/2017, 2017/2018, 2018/2019, 2021/2022, 2022/2023.
- Срібний призер України (1):  2005/2006.
- Бронзовий призер України (2): 2007/2008, 2008/2009.

Кубок України
- Переможець Кубка України(6): 1994/1995, 2003/2004, 2016/2017, 2017/2018, 2018/2019, 2020/2021.
- Фіналіст Кубка України(3): 2004/2005, 2005/2006, 2009/2010.

Суперкубок України
- Переможець Суперкубка України(4): 2016/2017, 2017/2018, 2018/2019, 2020/2021.

### Зі збірними
Універсіада
- Срібний призер Універсіади:

2015. 
- Бронзовий призер Універсіади:

2017.